# Sesalac
Sesalac (en serbe cyrillique : Сесалац) est un village de Serbie situé dans la municipalité de Sokobanja, district de Zaječar. Au recensement de 2011, il comptait 249 habitants.

## Démographie
| 1948 | 1953 | 1961 | 1971 | 1981 | 1991 | 2002 | 2011 |
| ---- | ---- | ---- | ---- | ---- | ---- | ---- | ---- |
| 958  | 935  | 915  | 822  | 664  | 488  | 347  | 249  |

|  |